# Relazioni bilaterali tra Corea del Nord e Corea del Sud

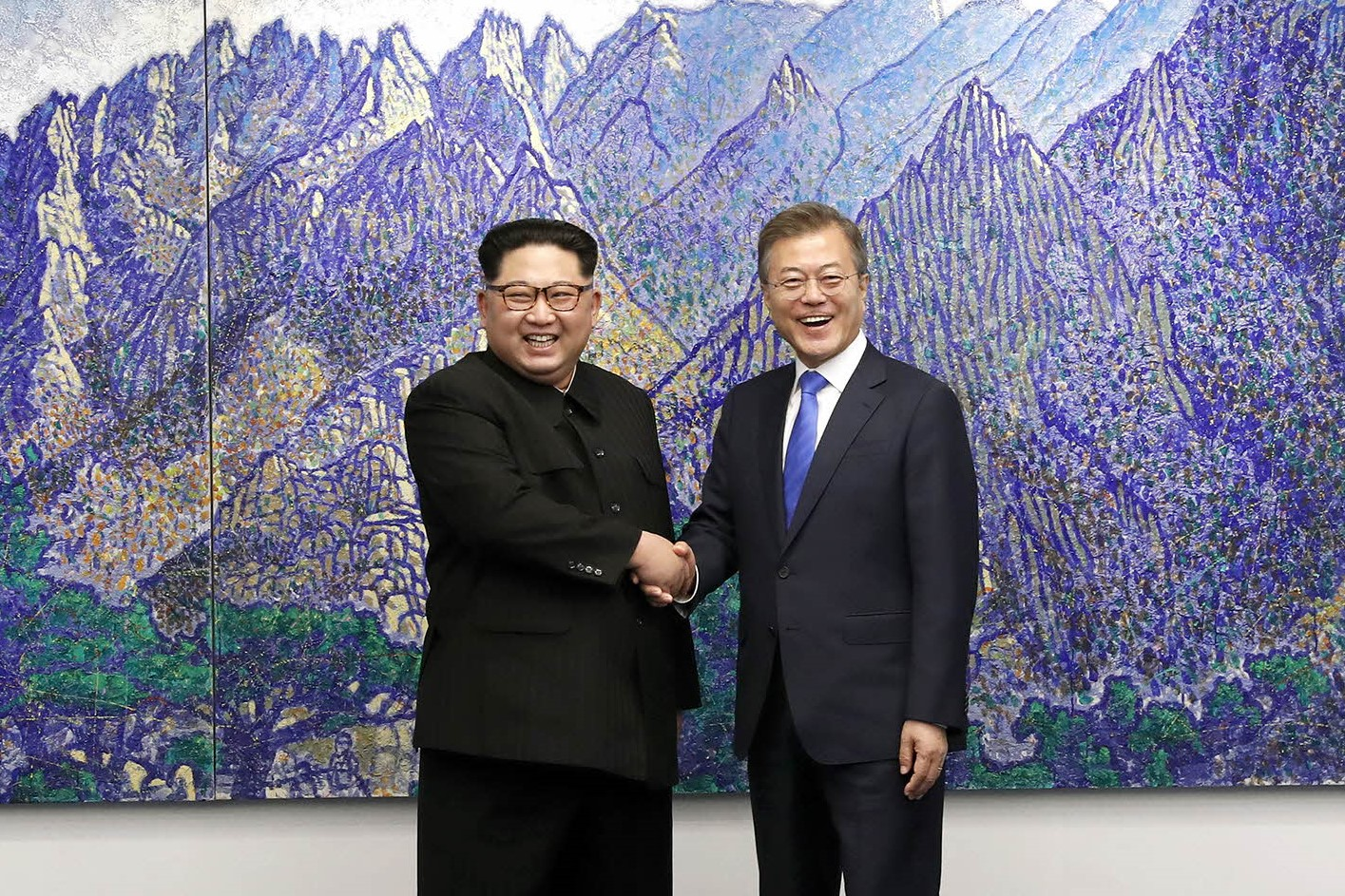
Il leader nordcoreano Kim Jong-un (a sinistra) e il presidente sudcoreano Moon Jae-in (a destra), aprile 2018.

Le relazioni tra la Corea del Nord e la Corea del Sud sono le relazioni bilaterali tra la Repubblica Popolare Democratica di Corea (Corea del Nord) e la Repubblica di Corea (Corea del Sud). Anticamente erano una singola nazione che fu annessa all'impero del Giappone nel 1910. I due Stati si sono formati alla fine della seconda guerra mondiale e successivamente sono stati impegnati nella guerra di Corea dal 1950 al 1953.
La Corea del Nord è uno stato a partito unico. La Corea del Sud è stata governata da dittature militari monopartitiche fino al 1987, quando ha tenuto le prime elezioni libere. Entrambi gli Stati rivendicano l'intera penisola coreana, si sono uniti alle Nazioni Unite nel 1991 e sono riconosciuti dalla maggior parte degli Stati membri. Dal 1970, entrambe le repubbliche hanno avviato dialoghi diplomatici informali per alleviare la tensione militare. Nel 2000 il presidente della Corea del Sud, Kim Dae-jung, è diventato il primo presidente del Sud a visitare la Corea del Nord, a 55 anni dalla divisione della penisola.
Nel 2018, a partire dalla partecipazione della Corea del Nord alle Olimpiadi invernali del 2018, il rapporto ha visto un importante passo avanti diplomatico. Nell'aprile 2018, i due paesi hanno firmato la Dichiarazione di Panmunjom per la pace, la prosperità e l'unificazione della penisola coreana. Nel 2018, la maggioranza dei sudcoreani approvò la nuova relazione.
A causa delle recenti politiche adottate dal nuovo presidente Sudcoreano Yoon Suk-yeol, le diverse esercitazioni militari congiunte con gli Stati Uniti e la ripresa dei test missilistici da parte di Pyongyang, le relazioni si sono nuovamente deteriorate, riportando la Corea a un clima di tensione politica.

## Storia

### Divisione della Corea

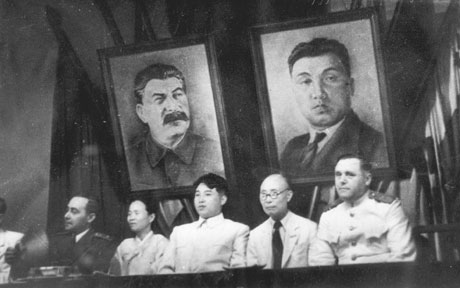
Kim Il-sung, tra gli altri comunisti e rappresentanti sovietici coreani, in una conferenza a Pyongyang nel 1946, seduto sotto grandi ritratti del capo sovietico Josif Stalin e di se stesso.

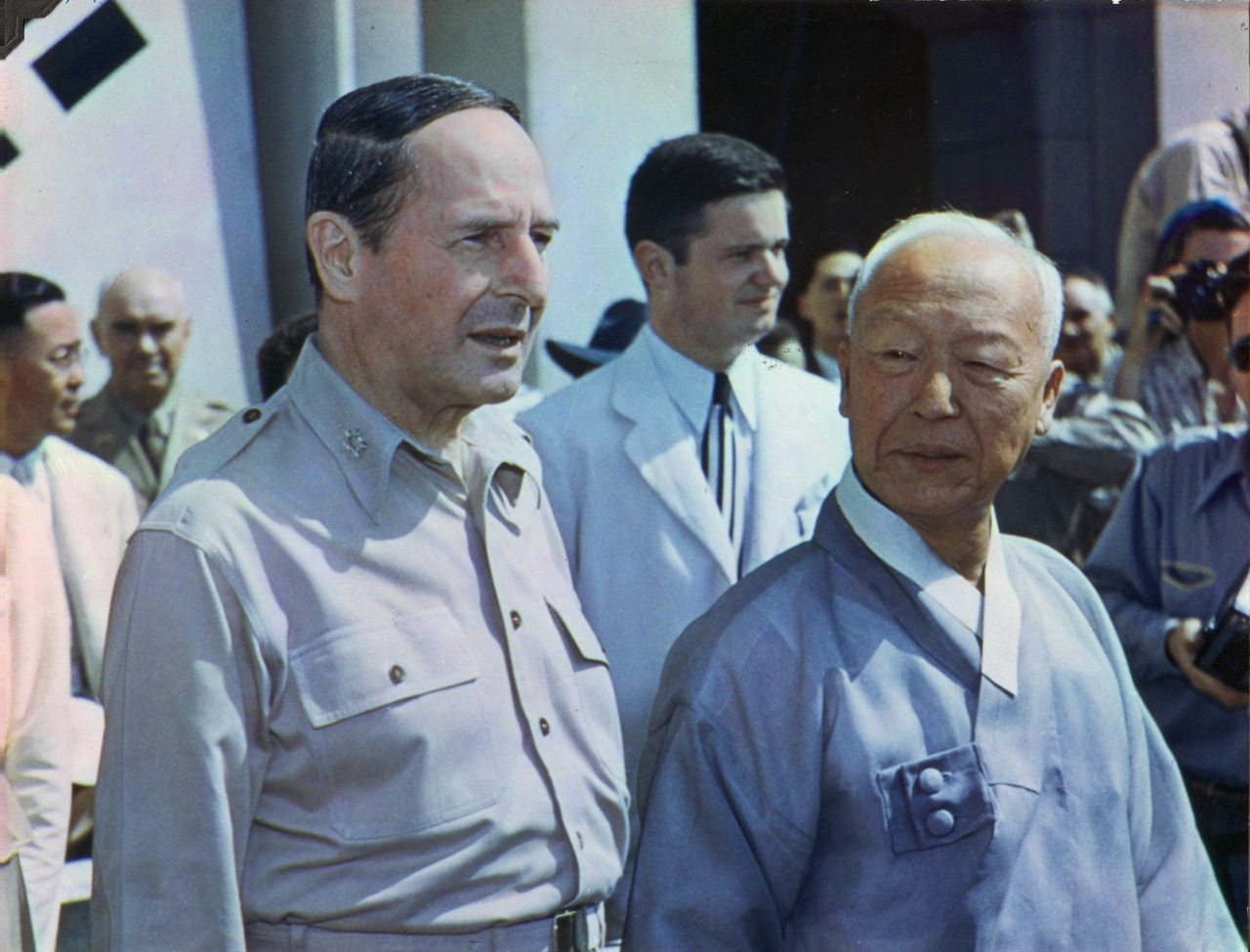
Syngman Rhee insieme al generale americano Douglas MacArthur alla grande cerimonia inaugurale del governo della Repubblica di Corea (Corea del Sud) nel 1948.

La penisola coreana venne occupata dal Giappone dal 1910. Il 9 agosto 1945, negli ultimi giorni della Seconda Guerra Mondiale, l'Unione Sovietica dichiarò guerra al Giappone e avanzò in Corea. Sebbene la dichiarazione di guerra sovietica fosse stata accettata dagli Alleati alla Conferenza di Jalta, il governo americano si preoccupò della prospettiva che tutta la Corea cadesse sotto il controllo sovietico. Il governo statunitense quindi chiese alle forze sovietiche di fermare la loro avanzata al 38º parallelo nord, lasciando il sud della penisola, compresa la capitale, Seul, per essere occupata dagli Stati Uniti. Questo fu incorporato nell'ordine generale n. 1 alle forze giapponesi dopo la resa del Giappone il 15 agosto. Il 24 agosto, l'Armata Rossa entrò a Pyongyang e stabilì un governo militare sulla Corea a nord del parallelo. Le forze americane sbarcarono a sud l'8 settembre e stabilirono il governo militare dell'esercito degli Stati Uniti in Corea.
Gli Alleati avevano originariamente previsto un'amministrazione fiduciaria congiunta che avrebbe orientato la Corea verso l'indipendenza, ma la maggior parte dei nazionalisti coreani desiderava l'indipendenza immediatamente. Nel frattempo, le relazioni tra l'Unione Sovietica e gli Stati Uniti si deteriorarono quando la Guerra Fredda prese piede. Entrambe le potenze occupanti iniziarono a promuovere posizioni di autorità coreane in linea con la loro parte politica e marginalizzando i loro oppositori. Molti di questi capi politici emergenti stavano tornando in esilio con scarso sostegno popolare. Nella Corea del Nord, l'Unione Sovietica sosteneva i comunisti coreani. Kim Il-sung, che dal 1941 aveva prestato servizio nell'esercito sovietico, divenne la principale figura politica. La società fu centralizzata e collettivizzata, seguendo il modello sovietico. La politica nel Sud era più tumultuosa, ma il forte anticomunista Syngman Rhee emerse come il politico più in vista.
Il governo degli Stati Uniti portò la questione alle Nazioni Unite, che portò alla formazione della Commissione temporanea delle Nazioni Unite sulla Corea (UNTCOK) nel 1947. L'Unione Sovietica si oppose a questa mossa e si rifiutò di consentire all'UNTCOK di operare nel Nord. L'UNTCOK organizzò un'elezione generale nel sud, che si tenne il 10 maggio 1948. La Repubblica di Corea fu fondata con Syngman Rhee come presidente e sostituì formalmente l'occupazione militare statunitense il 15 agosto. In Corea del Nord, la Repubblica popolare democratica di Corea fu dichiarata il 9 settembre, con Kim Il-sung come primo ministro. Le forze di occupazione sovietiche lasciarono il Nord il 10 dicembre 1948. Le forze americane lasciarono il Sud l'anno seguente, sebbene il gruppo consultivo militare coreano degli Stati Uniti rimase per addestrare l'esercito della Repubblica di Corea.
Di conseguenza, emersero due stati antagonistici, con sistemi politici, economici e sociali diametralmente opposti. Entrambi i governi avversari si consideravano il governo dell'intera Corea, e entrambi consideravano la divisione come temporanea. La Corea del Nord proclamava che Seul fosse la sua capitale ufficiale, una posizione non modificata fino al 1972.

### Guerra di Corea

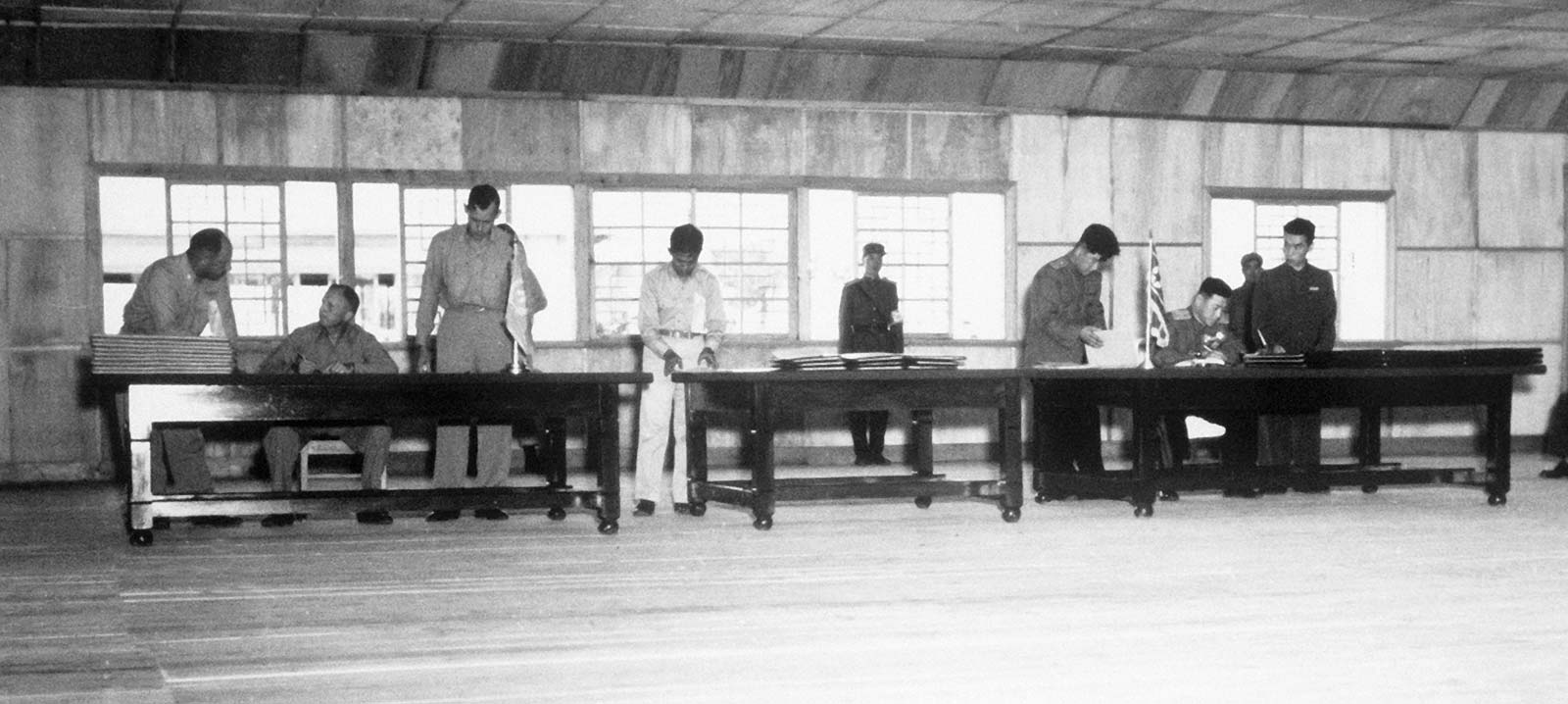
I delegati firmano l'accordo di armistizio coreano a Panmunjŏm.

La Corea del Nord invase il sud il 25 giugno 1950 e rapidamente conquistò la maggior parte del paese. Nel settembre del 1950 le forze delle Nazioni Unite, guidate dagli Stati Uniti, intervennero per difendere il Sud e avanzarono verso la Corea del Nord. Mentre si avvicinavano al confine con la Cina, le forze cinesi intervenivano a favore della Corea del Nord, spostando nuovamente il bilancio della guerra. I combattimenti terminarono il 27 luglio 1953 con un armistizio che ripristinò approssimativamente i confini originali tra la Corea del Nord e quella del Sud. Syngman Rhee si rifiutò di firmare l'armistizio, ma a malincuore accettò di rispettarlo. L'armistizio inaugurò un cessate il fuoco ufficiale, ma non portò a un trattato di pace. Stabilì la zona demilitarizzata coreana (ZDM), una zona cuscinetto tra i due stati, che interseca il 38º parallelo. La Corea del Nord ha annunciato che non avrebbe più dato seguito all'armistizio almeno sei volte, negli anni 1994, 1996, 2003, 2006, 2009 e 2013.
Un gran numero di persone vennero sfollate a causa della guerra, e molte famiglie vennero divise dal confine ricostituito. Nel 2007 è stato stimato che circa 750.000 persone rimasero separate dai familiari più stretti, e le riunioni familiari sono state a lungo una priorità diplomatica per il Sud.

### Guerra fredda
La competizione tra Corea del Nord e Corea del Sud è diventata la chiave per prendere decisioni su entrambe le parti. Ad esempio, la costruzione della metropolitana di Pyongyang ha stimolato la costruzione di una a Seul. Negli anni '80, il governo sudcoreano costruì un pennone con la bandiera sudcoreana alto 98 metri nel suo villaggio di Daeseong-dong nella ZDM. In risposta, la Corea del Nord costruì un pennone con la bandiera nordcoreana di 160 m nel vicino villaggio di Kijŏng-dong.
Le tensioni si sono intensificate alla fine degli anni '60 con una serie di scontri armati di basso livello noti come conflitto della zona demilitarizzata coreana. Durante questo periodo la Corea del Sud ha condotto incursioni segrete al nord. Il 21 gennaio 1968, i commando della Corea del Nord attaccarono la Casa Blu sudcoreana. L'11 dicembre 1969 un aereo di linea della Corea del Sud venne dirottato.
Durante i preparativi per la visita del presidente degli Stati Uniti Richard Nixon in Cina nel 1972, il presidente della Corea del Sud Park Chung-hee iniziò un contatto segreto con Kim Il-Sung del Nord. Nell'agosto del 1971 si tennero i primi colloqui della Croce Rossa tra Corea del Nord e del Sud. Molti dei partecipanti erano funzionari di intelligence o di partito. Nel maggio 1972, Lee Hu-rak, il direttore dell'intelligence coreana, incontrò segretamente Kim Il-sung a Pyongyang. Kim si è scusato per l'incursione alla Casa Blu, negando di averlo approvato. In cambio, il vice premier della Corea del Nord Pak Song-chol fece una visita segreta a Seul. Il 4 luglio 1972 fu emanata la Dichiarazione congiunta Nord-Sud. La dichiarazione annunciava i tre principi della riunificazione: in primo luogo, la riunificazione deve essere risolta in modo indipendente senza interferenze o affidamento su potenze straniere; in secondo luogo, la riunificazione deve essere realizzata in modo pacifico senza l'uso di forze armate l'una contro l'altra; infine, la riunificazione trascende le differenze di ideologie e istituzioni per promuovere l'unificazione della Corea come gruppo etnico. Ha anche stabilito la prima "linea telefonica diretta tra alte personalità della politica internazionale" tra le due parti.
La Corea del Nord ha sospeso i colloqui nel 1973 dopo il rapimento del capo dell'opposizione sudcoreana Kim Dae-jung da parte dell'Intelligence sudcoreana. Tuttavia, i colloqui sono ripresi, e tra il 1973 e il 1975 ci sono state 10 riunioni del comitato di coordinamento nord-sud a Panmunjom.
Alla fine degli anni '70, il presidente degli Stati Uniti Jimmy Carter sperava di raggiungere la pace in Corea. Tuttavia, i suoi piani deragliarono a causa dell'impopolarità del suo ritiro delle truppe proposto.
Nel 1983, una proposta nordcoreana di colloqui a tre vie con Stati Uniti e Corea del Sud coincise con un attentato contro il presidente sudcoreano a Rangoon. Questo comportamento contraddittorio non è mai stato spiegato.
Nel settembre 1984, la Croce Rossa della Corea del Nord inviò aiuti d'emergenza al Sud dopo gravi inondazioni. Sono ripresi i colloqui, che hanno portato alla prima riunione di famiglie separate nel 1985, nonché a una serie di scambi culturali. La buona volontà si dissipò con la messa in scena dell'esercitazione militare USA-Corea del Sud, Team Spirit, nel 1986.

Bandiera dell'unificazione coreana

Quando Seul venne scelta per ospitare le Olimpiadi estive del 1988, la Corea del Nord ha cercato di organizzare un boicottaggio da parte dei suoi alleati comunisti o un hosting congiunto dei Giochi. Ciò fallì, e il bombardamento del volo aereo sudcoreano 858 nel 1987 fu visto come la vendetta della Corea del Nord. Tuttavia, allo stesso tempo, in un disgelo globale della Guerra Fredda, il neoeletto presidente della Corea del Sud Roh Tae-woo lanciò un'iniziativa diplomatica nota come Nordpolitik. Ciò propose lo sviluppo intermedio di una "Comunità coreana", che era simile a una proposta nordcoreana per una confederazione. Dal 4 al 7 settembre 1990, a Seul si tennero colloqui di alto livello, mentre il Nord protestava con l'Unione Sovietica che stava normalizzando i rapporti con il Sud. Questi colloqui hanno portato nel 1991 all'accordo sulla riconciliazione, la non aggressione, gli scambi e la cooperazione e la dichiarazione congiunta sulla denuclearizzazione della penisola coreana. Ciò coincise con l'ammissione della Corea del Nord e della Corea del Sud nelle Nazioni Unite. Nel frattempo, il 25 marzo 1991, una squadra coreana unificata usò per la prima volta la bandiera dell'unificazione coreana al campionato mondiale di tennis da tavolo in Giappone, e il 6 maggio 1991 una squadra unificata ha partecipato al concorso mondiale di calcio giovanile in Portogallo.
C'erano tuttavia dei limiti al disgelo nei rapporti. Nel 1989 Lim Su-kyung, attivista studentesca sudcoreana che partecipò al Festival Mondiale della Gioventù di Pyongyang, fu imprigionata al suo ritorno.

### Luci e ombre
La fine della Guerra Fredda portò alla crisi economica della Corea del Nord e portò aspettative che la riunificazione fosse imminente. I nordcoreani hanno iniziato a fuggire verso sud in numero crescente. Secondo le statistiche ufficiali, nel 1995 c'erano 561 disertori che vivevano in Corea del Sud e oltre 10.000 nel 2007.
Nel dicembre del 1991 entrambi gli Stati hanno raggiunto un accordo, l'Accordo sulla riconciliazione, la non aggressione, lo scambio e la cooperazione, impegnando la non aggressione e gli scambi culturali ed economici. Hanno anche concordato una notifica preventiva dei principali movimenti militari e stabilito una linea di assistenza militare, e lavorando per sostituire l'armistizio con un "regime di pace".
Nel 1994, la preoccupazione per il programma nucleare della Corea del Nord portò al quadro concordato tra gli Stati Uniti e la Corea del Nord.
Nel 1998, il presidente della Corea del Sud Kim Dae-jung annunciò una Politica del sole nei confronti della Corea del Nord. Nonostante uno scontro navale nel 1999, questo portò nel giugno del 2000 al primo vertice inter-coreano, tra Kim Dae-jung e Kim Jong-il. Di conseguenza, Kim Dae-jung è stato insignito del Nobel per la pace. Il vertice venne seguito in agosto da una riunione di famiglia. A settembre, le squadre della Corea del Nord e del Sud marciarono insieme alle Olimpiadi di Sydney. Il commercio è aumentato al punto in cui la Corea del Sud è diventata il principale partner commerciale della Corea del Nord. A partire dal 1998, la regione turistica del Monte Kumgang è stata sviluppata come una joint venture tra il governo nordcoreano e Hyundai. Nel 2003, la Regione industriale di Kaesŏng è stata creata per consentire alle imprese della Corea del Sud di investire nel Nord. Nei primi anni 2000 la Corea del Sud cessò di infiltrarsi nel nord tramite i suoi agenti.
Il presidente americano George W. Bush, tuttavia, non appoggiava la Politica del sole e nel 2002 marchiò la Corea del Nord come membro di un Asse del Male.
Le continue preoccupazioni sul potenziale della Corea del Nord di sviluppare missili nucleari hanno portato nel 2003 ai colloqui a sei che includevano la Corea del Nord, la Corea del Sud, gli Stati Uniti, la Russia, la Cina e il Giappone. Nel 2006, tuttavia, la Corea del Nord riprese a testare i missili e il 9 ottobre condusse il suo primo test nucleare.
La Dichiarazione congiunta del 15 giugno 2000 che i due capi hanno firmato durante il primo vertice Sud-Nord dichiarava che avrebbero tenuto il secondo vertice a tempo debito. Originariamente era previsto che il secondo vertice si sarebbe svolto in Corea del Sud, ma ciò non è accaduto. Il 2 ottobre 2007, il presidente sud-coreano Roh Moo-hyun attraversò la zona demilitarizzata coreana e si recò a Pyongyang per colloqui con Kim Jong-il.
Le due parti hanno riaffermato lo spirito della dichiarazione congiunta del 15 giugno e hanno discusso su varie questioni relative alla realizzazione del progresso delle relazioni Sud-Nord, della pace nella penisola coreana, della prosperità comune della popolazione e dell'unificazione della Corea. Il 4 ottobre 2007, il presidente della Corea del Sud Roh Moo-hyun e il capo di stato nordcoreano Kim Jong-il hanno firmato una dichiarazione di pace. Il documento chiedeva colloqui internazionali per sostituire l'armistizio che pose fine alla guerra di Corea con un trattato di pace permanente.
Durante questo periodo gli sviluppi politici si sono riflessi nell'arte. I film Shiri, nel 1999, e Joint Security Area, nel 2000, hanno fornito simpatizzanti rappresentazioni dei nordcoreani.

### La politica del sole finisce

#### Governo Lee Myung-bak

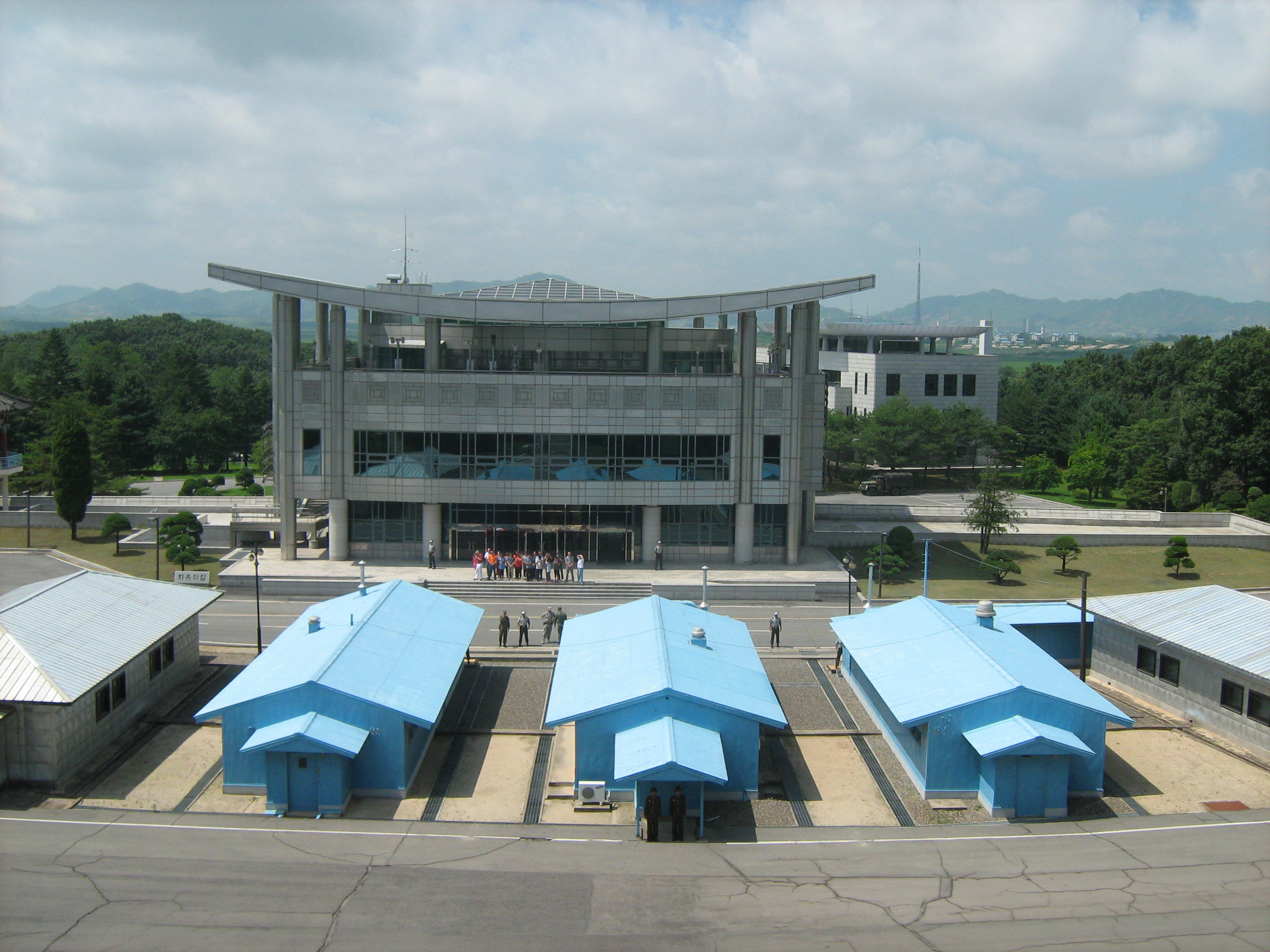
La ZDC coreana nel 2012, vista dal nord.

La Politica del sole è stata formalmente abbandonata dal nuovo presidente della Corea del Sud Lee Myung-bak nel 2010.
Il 26 marzo 2010, il ROK Cheonan da 1.500 tonnellate con un equipaggio di 104, affondò al largo dell'isola di Baengnyeong nel Mar Giallo. Seul disse che ci fu un'esplosione a poppa, e stava indagando se un attacco di siluro fosse la causa. Su 104 marinai, 46 sono morti e 58 sono stati salvati. Il presidente della Corea del Sud Lee Myung-bak ha convocato una riunione di emergenza dei funzionari di sicurezza e ha ordinato ai militari di concentrarsi sul salvataggio dei marinai. Il 20 maggio 2010, una squadra di ricercatori internazionali pubblicò risultati affermando che l'affondamento era stato causato da un siluro nordcoreano; La Corea del Nord respinse i risultati. La Corea del Sud concordò con i risultati del gruppo di ricerca e il presidente Lee Myung-bak dichiarò successivamente che Seul avrebbe tagliato tutti gli scambi con la Corea del Nord come parte delle misure volte principalmente a colpire la Corea del Nord diplomaticamente e finanziariamente. La Corea del Nord negò tutte queste accuse e rispose tagliando i legami tra i paesi e annunciò di aver abrogato il precedente accordo di non aggressione.
Il 23 novembre 2010, l'artiglieria della Corea del Nord sparò contro l'isola di Yeonpyeong della Corea del Sud nel Mar Giallo e la Corea del Sud rispose al fuoco. Due militari della marina sudcoreana e due civili vennero uccisi, oltre una dozzina di feriti, tra cui tre civili. Si ritiene che circa 10 nord coreani siano stati uccisi; tuttavia, il governo nordcoreano lo nega. La città fu evacuata e la Corea del Sud avvertì di una severa rappresaglia, con il presidente Lee Myung-bak che ordinava la distruzione di una vicina base missilistica della Corea del Nord se si dovesse verificare un'ulteriore provocazione. L'agenzia di stampa nordcoreana, KCNA, dichiarò che la Corea del Nord avesse solo dopo che il Sud aveva "incautamente sparato nella nostra area di mare".
Nel 2011 venne rivelato che la Corea del Nord ha rapito quattro ufficiali militari sudcoreani di alto rango nel 1999.

#### Governo Park Geun-hye
Il 12 dicembre 2012, la Corea del Nord ha lanciato la Kwangmyŏngsŏng-3 Unità 2, un satellite scientifico e tecnologico, e ha raggiunto l'orbita. In risposta, gli Stati Uniti hanno schierato le proprie navi da guerra nella regione. Gennaio-settembre 2013 ha visto un'escalation di tensioni tra Corea del Nord e Corea del Sud, Stati Uniti e Giappone iniziate a causa della Risoluzione 2087 del Consiglio di sicurezza delle Nazioni Unite, che ha condannato la Corea del Nord per il lancio dell'unità Kwangmyŏngsŏng-3 2. La crisi segnato da un'estrema escalation della retorica da parte della nuova amministrazione nordcoreana sotto Kim Jong-un e azioni che suggeriscono imminenti attacchi nucleari contro la Corea del Sud, il Giappone e gli Stati Uniti.
Il 24 marzo 2014, vicino a Paju, è stato trovato un drone nordcoreano precipitato, le telecamere di bordo contenevano immagini della Casa Blu e installazioni militari vicino alla zona demilitarizzata. Il 31 marzo, a seguito di uno scambio di fuoco di artiglieria nelle acque del NLL, un drone nordcoreano è stato ritrovato schiantato su Baengnyeongdo. Il 15 settembre, il relitto di un sospetto drone nordcoreano è stato trovato da un pescatore nelle acque vicino a Baengnyeongdo, il drone è stato segnalato per essere simile a uno dei droni nordcoreani che si erano schiantati a marzo 2014.
Secondo un sondaggio della BBC World Service del 2014, il 3% dei sudcoreani considera positivamente l'influenza della Corea del Nord, con il 91% che esprime un'opinione negativa, rendendo la Corea del Sud, dopo il Giappone, il paese con i sentimenti più negativi della Corea del Nord nel mondo. Tuttavia, un'indagine finanziata dal governo nel 2014 ha rilevato che il 13% dei sudcoreani considerava la Corea del Nord come ostile, e il 58% dei sudcoreani riteneva che la Corea del Nord fosse un paese con cui avrebbero dovuto cooperare.
Il 1º gennaio 2015, Kim Jong-un, nel suo discorso di Capodanno al paese, ha dichiarato che era disposto a riprendere i colloqui di alto livello con il Sud.
Nella prima settimana di agosto 2015, una mina è esplosa alla zona demilitarizzata, ferendo due soldati sudcoreani. Il governo della Corea del Sud ha accusato il Nord di piantare la mina, che il Nord ha negato. Dopo che la Corea del Sud ha riavviato le trasmissioni di propaganda verso nord.
Il 20 agosto 2015, la Corea del Nord sparò un proiettile sulla città di Yeoncheon. La Corea del Sud rispose lanciandò diversi colpi di artiglieria. Non ci furono vittime nel Sud, ma alcuni residenti locali vennero evacuati. I bombardamenti introdussero entrambi i paesi ad adottare gli status prima della guerra e un discorso tenuto da funzionari di alto livello nel Panmunjeom per alleviare le tensioni il 22 agosto 2015 ei colloqui portati al giorno successivo. Tuttavia, mentre si svolgevano i colloqui, la Corea del Nord schierò oltre il 70% dei sottomarini, il che aumentò ancora una volta la tensione il 23 agosto 2015. I colloqui sono proseguiti il giorno seguente e si sono conclusi il 25 agosto, quando entrambe le parti hanno raggiunto un accordo e le tensioni militari sono state attenuate.
Nonostante i colloqui di pace tra Corea del Sud e Corea del Nord il 9 settembre 2016 per quanto riguarda il test missilistico del Nord, la Corea del Nord ha continuato a progredire con i suoi test missilistici. La Corea del Nord ha effettuato il suo quinto test nucleare come parte del 68º anniversario dello stato dalla sua fondazione. In risposta, la Corea del Sud ha rivelato di avere un piano per assassinare Kim Jong-un.
Secondo un Istituto coreano per l'unificazione nazionale del 2017, il 58% dei cittadini sudcoreani ha risposto che è necessaria l'unificazione. Tra i rispondenti del sondaggio del 2017, il 14% ha dichiarato: "abbiamo davvero bisogno di unificazione", mentre il 44% ha dichiarato che "abbiamo bisogno dell'unificazione". Per quanto riguarda la domanda del sondaggio "Abbiamo ancora bisogno di unificazione anche se ROK e RPDC potrebbero coesistere pacificamente?", Il 46% è d'accordo e il 32% non è d'accordo.

### Scongelamento nel 2018

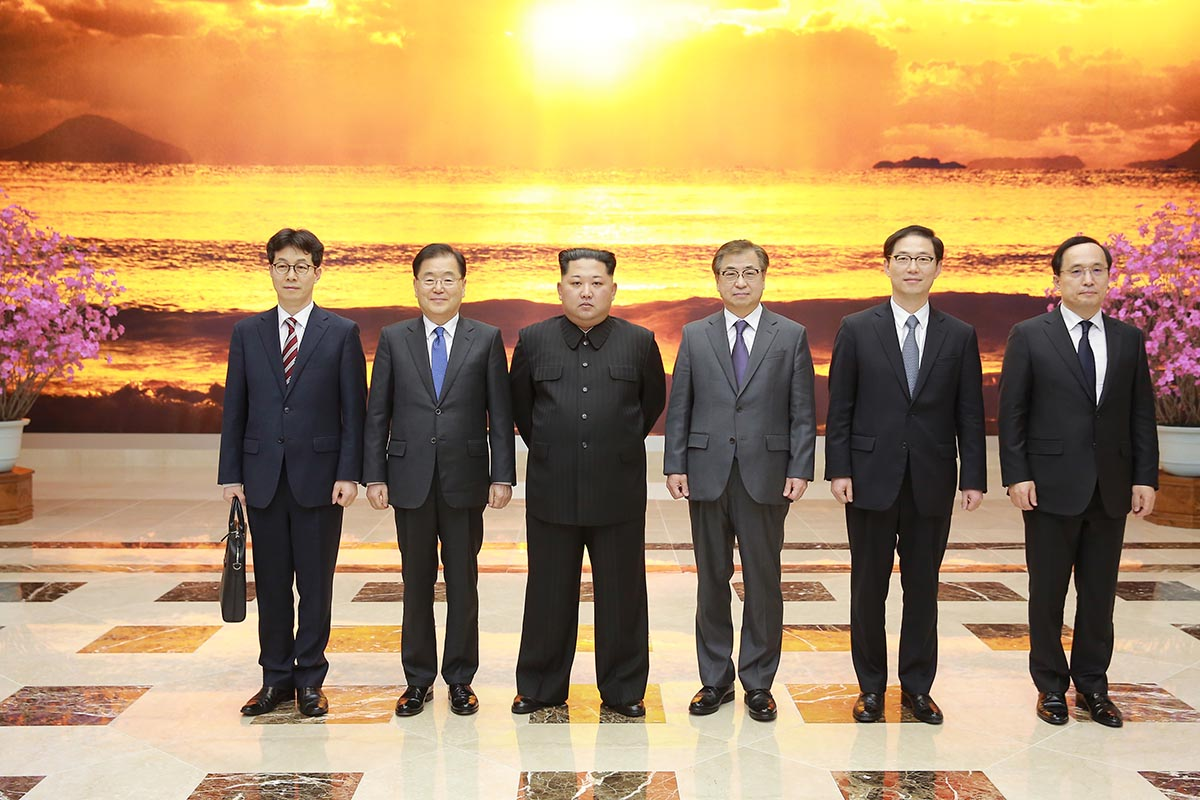
Incontro di Kim Jong-un con gli inviati della Corea del Sud presso l'edificio principale del Partito dei Lavoratori della Corea, il 6 marzo 2018

Nel maggio 2017 Moon Jae-in venne eletto Presidente della Corea del Sud con la promessa di tornare alla Politica del sole. Nel suo discorso del nuovo anno per il 2018, il capo nordcoreano Kim Jong-un ha proposto di inviare una delegazione ai prossimi Giochi olimpici invernali in Corea del Sud. La Linea diretta Seul-Pyongyang venne riaperta dopo quasi due anni. Alle Olimpiadi invernali, la Corea del Nord e del Sud hanno marciato insieme nella cerimonia di apertura e hanno schierato una squadra di hockey su ghiaccio femminile unita. Oltre agli atleti, la Corea del Nord ha inviato una delegazione di alto livello senza precedenti, guidata da Kim Yo-jong, sorella di Kim Jong-un, e dal presidente Kim Yong-nam, e inclusi artisti come la Orchestra Samjiyon. Una compagnia d'arte nordcoreana si è esibita anche in due città sudcoreane separate, tra cui Seoul, in onore dei giochi olimpici. La nave nordcoreana che trasportava la compagnia d'arte, Man Gyong Bong 92, fu anche la prima nave nordcoreana ad arrivare in Corea del Sud dal 2002. La delegazione trasmise un invito al presidente Moon per visitare la Corea del Nord.
Dopo le Olimpiadi, le autorità dei due paesi hanno sollevato la possibilità di ospitare insieme i Giochi invernali asiatici del 2021. Il 1º aprile, le star del K-pop sudcoreane hanno eseguito un concerto a Pyongyang dal titolo "La primavera sta arrivando", a cui hanno partecipato Kim Jong-un e sua moglie. Le star del K-pop facevano parte di una compagnia d'arte coreana di 160 membri che si esibiva in Corea del Nord all'inizio di aprile 2018. Ha segnato anche la prima volta dal 2005 che ogni artista sudcoreano si è esibito in Corea del Nord. Nel frattempo, le trasmissioni di propaganda si fermarono su entrambi i lati.

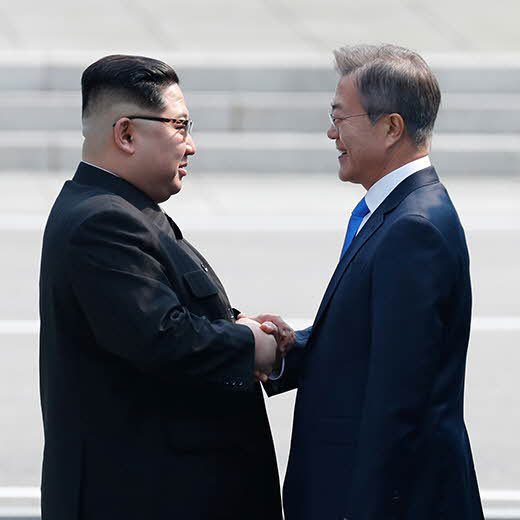
Kim e Moon si stringono la mano alla linea di demarcazione.

Il 27 aprile si è svolto un summit tra Moon e Kim nella zona sudcoreana della Joint Security Area. Era la prima volta dalla guerra di Corea che un capo nordcoreano era entrato nel territorio sudcoreano. Il capo nordcoreano Kim Jong-un e il presidente della Corea del Sud Moon Jae-in si sono incontrati sulla linea che divide la Corea. Il vertice si è concluso con entrambi i paesi impegnandosi a lavorare verso la completa denuclearizzazione della penisola coreana. Hanno anche promesso di dichiarare la fine ufficiale della guerra di Corea entro un anno. Nell'ambito della Dichiarazione di Panmunjom, firmata dai capi di entrambi i paesi, entrambe le parti hanno anche chiesto la fine delle attività militari di lunga data nella regione del confine coreano e una riunificazione della Corea. Inoltre, i capi hanno concordato di lavorare insieme per collegare e modernizzare le loro ferrovie.
Il 5 maggio, la Corea del Nord ha adeguato il proprio fuso orario in modo che corrisponda a quello del Sud. A maggio, la Corea del Sud ha iniziato a rimuovere i diffusori di propaganda dalla zona di confine in linea con la dichiarazione di Panmunjom.
Moon e Kim si sono incontrati una seconda volta il 26 maggio per discutere del prossimo summit di Kim con Trump. Il vertice ha portato a ulteriori incontri tra funzionari nord e sudcoreani nel mese di giugno.  Il 1º giugno, i funzionari di entrambi i paesi hanno concordato di andare avanti con i colloqui militari e della Croce Rossa. Hanno inoltre convenuto di riaprire un ufficio di collegamento inter-coreano a Kaesong che il Sud aveva chiuso nel febbraio 2016 dopo un test nucleare nordcoreano. Il secondo incontro, che coinvolge la Croce Rossa e le forze armate, si è tenuto presso il resort di Mount Kumgang, nella Corea del Nord, il 22 giugno, dove è stato concordato che le riunioni familiari riprendessero. Dopo il vertice di aprile, un vertice tra il presidente degli Stati Uniti Donald Trump e Kim Jong-un si è tenuto il 12 giugno 2018 a Singapore. La Corea del Sud lo ha salutato come un successo.
Il 23 giugno 2018 la Corea del Sud ha annunciato che non condurrà esercitazioni militari annuali con gli Stati Uniti a settembre e interromperà anche le proprie esercitazioni nel Mar Giallo, al fine di non provocare la Corea del Nord e di continuare un dialogo pacifico.
Il 1º luglio 2018 la Corea del Sud e la Corea del Nord hanno ripreso le comunicazioni radio nave-nave, che potrebbero impedire gli scontri accidentali tra navi militari della Corea del Sud e del Nord intorno alla Linea limite settentrionale (LLS) nel Mare Occidentale (Giallo). Il 17 luglio 2018, la Corea del Sud e la Corea del Nord hanno completamente ripristinato la loro linea di comunicazione militare nella parte occidentale della penisola.
Corea del Sud e Corea del Nord hanno gareggiato come "Corea" in alcuni eventi ai Giochi asiatici del 2018. La cooperazione si è estesa all'industria cinematografica, con la Corea del Sud che ha dato la propria approvazione per proiettare film della Corea del Nord al festival locale del paese, invitando diversi cineasti di quest'ultimo.
Nell'agosto 2018 le riunioni di famiglie divise dalla guerra di Corea hanno avuto luogo a Mount Kumgang, nella Corea del Nord. A settembre, in un vertice con Moon a Pyongyang, Kim ha accettato di smantellare gli impianti nucleari della Corea del Nord se gli Stati Uniti avessero intrapreso un'azione reciproca. A Pyongyang, un accordo intitolato "Dichiarazione congiunta di Pyongyang del settembre 2018" è stato firmato da entrambi i capi coreani L'accordo prevede la rimozione di mine terrestri, posti di guardia, armi e personale nella JSA da entrambi i lati della frontiera nord-sudcoreana. Hanno inoltre convenuto che avrebbero istituito delle zone cuscinetto ai loro confini per prevenire gli scontri. Moon è diventato il primo capo sudcoreano a tenere un discorso al pubblico nordcoreano quando ha rivolto a 150.000 spettatori al Festival di Arirang il 19 settembre. Inoltre, durante il summit del settembre 2018, i capi militari di entrambi i paesi hanno firmato un accordo su riconciliazione, non aggressione, scambi e cooperazione "(noto anche come" l'accordo di base ") per contribuire a ridurre le tensioni militari tra i due paesi e un maggiore controllo degli armamenti.
Il 23 ottobre 2018, Moon ratificò l'Accordo di base e la Dichiarazione di Pyongyang poche ore dopo essere stati approvati dal suo gabinetto.
Il 30 novembre 2018 un treno della Corea del Sud ha attraversato il confine della zona demilitarizzata con la Corea del Nord e si è fermato alla stazione di Panmun. Questa è stata la prima volta che un treno della Corea del Sud è entrato nel territorio della Corea del Nord dal 2008.

#### Controversie sui colloqui statunitensi
Il 27 giugno 2019, è stato riferito che il leader nordcoreano Kim Jong-Un ha espresso disapprovazione nei confronti dei tentativi della Corea del Sud di mediare i colloqui tra Stati Uniti e Corea del Nord. Nonostante la "stretta relazione" di Kim con Trump, Kim ha anche mostrato disapprovazione di includere il Dipartimento di Stato americano nei colloqui, che la Corea del Sud ha mostrato approvazione.

#### Incontro a tre tra Kim, Moon e il presidente degli Stati Uniti Donald Trump

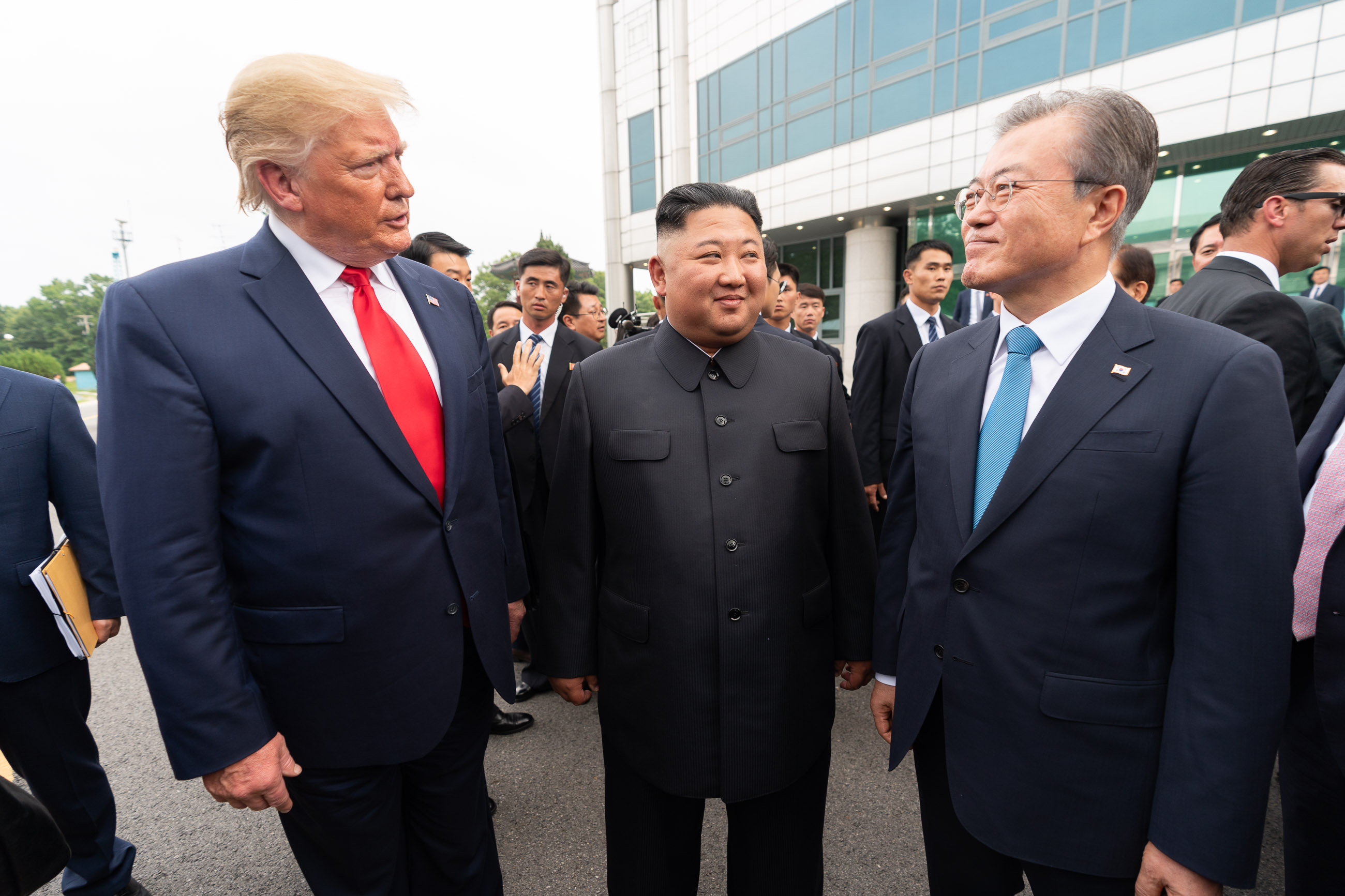
Trump, Kim e Moon nella zona demilitarizzata.

Il 30 giugno 2019, Kim e Moon si incontrarono di nuovo, questa volta uniti dal presidente degli Stati Uniti Donald Trump. I tre hanno tenuto un incontro presso la casa della libertà inter-coreana della zona demilitarizzata. Trump attraversò brevemente il confine nord-coreano, diventando il primo presidente degli Stati Uniti a farlo, e accompagnò Kim nella parte sudcoreana della zona demilitarizzata per incontrarsi con Moon. I tre hanno avuto una breve conversazione prima di tenere il loro incontro di un'ora.

### Nuovo periodo di alta tensione

#### Governo Yoon Sunk-yeol
Yoon Suk-yeol ha promesso di adottare una linea più dura nei confronti del nord, e di implementare la cooperazione militare con gli Stati Uniti e il Giappone, dando inizio a una serie di esercitazioni militari, che a loro volta hanno portato la Corea del Nord a fare altrettanto e a riprendere il programma nucleare alla fine del 2022. nell'aprile del 2023, Yoon Sud-yeol e Joe Biden hanno concordato di istituire un "gruppo consultivo nucleare" bilaterale e il dispiegamento di un sottomarino di Classe Ohio nel porto di Busan, si tratta della prima volta dopo più di 40 anni che gli USA schierano un sottomarino nucleare sul territorio coreano. Questa mossa, più che scoraggiare Pyongyang, ha accelerato il programma nucleare e deteriorato le relazioni tra le due coree. Inoltre il ministro della Difesa nordcoreana ha affermato che "Il dispiegamento statunitense di risorse strategiche soddisfa le direttive per l'uso di armi nucleari".
Sempre nel 2023, La Corea del Nord ha lanciato più volte satelliti da ricognizione, suscitando polemiche da parte del Giappone, nonostante gli avvisi da parte di Pyongyang dei test. Seul ha risposto con la sospensione parziale dell'accordo militare siglato nel 2018, che prevedeva la limitazione delle esercitazioni al confine, ma Pyonyang decide di ritirarsi completamente dall'accordo dopo questa scelta da parte della Corea del Sud.

#### La Corea del Nord abbandona il progetto di riunificazione
A causa delle dichiarazioni del governo sudcoreano che considera Pyongyang come "nemico principale", nel gennaio del 2024 Kim Jong-un ha chiesto di modificare la costituzione nordcoreana per definire il Sud come «paese ostile numero uno» e codificare l'impegno ad «occupare completamente» il territorio sudcoreano in caso di guerra, e di abolire gli enti come il Comitato per la riunificazione pacifica, l'Ufficio nazionale di cooperazione economica e l'Associazione di turismo di Kumgangsan. Questa scelta ha aperto per la penisola coreana un nuovo periodo di guerra fredda dopo la fine della politica del sole e le apparenti distensioni del 2018.

#### Guerra dei palloncini
A partire dal 29 maggio del 2024, la Corea del Nord ha lanciato svariati palloni aerostatici con sacchi pieni di rifiuti, in risposta ai diversi palloncini contenenti volantini contro Kim Jong-un, che sono stati fatti volare a partire dalla Pandemia di COVID-19. In risposta a questa provocazione, la Corea del Sud ha ripreso a posizionare megafoni lungo il confine per trasmettere messaggi di propaganda contro il nord, mentre altri attivisti hanno continuato a spedire nuovi volantini. Da allora Pyonyang ha lanciato nuovi palloni aerostatici verso il sud in maniera intermittente, come nuovo metodo di risposta e intimidazione insieme al programma nucleare.